# Discografia de Babymetal
A discografia de Babymetal, estilizado como BABYMETAL, um grupo japonês de kawaii metal, consiste em um álbum de estúdio, três álbuns ao vivo, um álbum de compilação e cinco álbuns de vídeo. Além disso, Babymetal lançou sete singles e sete vídeos musicais. Formado em 28 de novembro de 2010, Babymetal iniciou sua carreira como um subgrupo de Sakura Gakuin, um grupo idol japonês com conceito escolar. Em 2011, foi lançado seu primeiro single, "Doki Doki Morning", e seu vídeo musical foi publicado no YouTube, causando "aclamação e choque mundial". Focado inicialmente por fãs japoneses da cultura idol, rapidamente o vídeo se espalhou mundialmente, recebendo 1 300 comentários, em sua maioria em inglês; e em 16 de dezembro do mesmo ano, seu vídeo musical já havia sido assistido mais de 380 mil vezes, com suas visualizações vindo principalmente do Japão, América do Norte, Rússia, Suécia e Finlândia. Em 2012, Babymetal e Kiba of Akiba, uma banda japonesa de metal alternativo, lançaram o single colaborativo "Babymetal × Kiba of Akiba", alcançando o topo das paradas de música independente. Posteriormente, foi lançado "Head Bangya!!", adentrando o top 20 da principal parada musical japonesa, Oricon.
Seu single major de estreia, intitulado "Ijime, Dame, Zettai", lançado em janeiro de 2013, vendeu aproximadamente 19 mil cópias na semana de seu lançamento e estreou em 6º na parada semanal de singles da Oricon. Na primavera de 2013, Suzuka Nakamoto (Su-metal) se formou na escola secundária e, portanto, "pós-graduou"  do grupo Sakura Gakuin (deixou o grupo, que consiste em garotas de até secundário). No entanto, foi decidido pela administração que Babymetal não se dissolveria e que continuaria suas atividades como um grupo independente. Posteriormente, o grupo lançou seu segundo single major, intitulado "Megitsune", em junho de 2013. Vendendo aproximadamente 22 mil cópias na semana de seu lançamento, "Megitsune" estreou em 7º na parada semanal da Oricon.
Babymetal conseguiu sucesso mundial após o lançamento de seu álbum de estreia, autointitulado (2014), alcançando o 4° lugar na parada semanal de álbuns da Oricon, com 37 463 cópias vendidas na semana de seu lançamento, além de tornar-se o álbum japonês mais vendido na América do Norte no ano de 2014, estreando no 187° lugar na parada americana Billboard 200, tornando-as as artistas japonesas mais jovens entre os que já figuraram na parada supracitada. O álbum também alcançou o 1° lugar na parada World Albums, da Billboard. Babymetal foi certificado com ouro pela RIAJ no Japão, por ultrapassar 100 000 cópias enviadas às lojas.

## Álbuns

### Álbuns de estúdio
Última atualização do total de vendas: 21 de maio de 2015
| Ano                                                                                         | Detalhes do álbum | Desempenho nas paradas musicais | Desempenho nas paradas musicais | Desempenho nas paradas musicais | Desempenho nas paradas musicais | Desempenho nas paradas musicais | Desempenho nas paradas musicais | Desempenho nas paradas musicais | Desempenho nas paradas musicais | Desempenho nas paradas musicais | Desempenho nas paradas musicais | Vendas          | Vendas          | Certificações (RIAJ) |
| Ano                                                                                         | Detalhes do álbum | JPN                             | JPN Hot Albums                  | EUA                             | EUA World                       | GBR Indie                       | GBR Rock                        | ALE                             | BEL (Val.)                      | ESC                             | NLD                             | Primeira semana | Total           | Certificações (RIAJ) |
| ------------------------------------------------------------------------------------------- | --- | ------------------------------- | ------------------------------- | ------------------------------- | ------------------------------- | ------------------------------- | ------------------------------- | ------------------------------- | ------------------------------- | ------------------------------- | ------------------------------- | --------------- | --------------- | -------------------- |
| 2014                                                                                        | Babymetal (BABYMETAL) - Lançado: 26 de fevereiro de 2014 - Gravadora: BMD Fox / Edel Music / RAL - Formato(s): CD, CD+DVD, download digital, disco de vinil | 4                               | 22                              | 187                             | 1                               | 15                              | 7                               | 95                              | 181                             | 91                              | 90                              | 37 463 1 000    | 134 068 20 000+ | Ouro                 |
| 2016                                                                                        | Metal Resistance (METAL RESISTANCE) - Lançado: 1 de abril de 2016 - Gravadora: BMD Fox - Formato(s): CD, CD+DVD, Cd+Blu-ray, download digital               | 2                               | 2                               | 39                              | 1                               | 5                               | 2                               | 36                              | 113                             | 12                              | 71                              | 133 881 12 240  | 193 935         | Ouro                 |
| "—" denota um lançamento que não entrou na parada musical, ou não foi lançado naquele país. | |                                 |                                 |                                 |                                 |                                 |                                 |                                 |                                 |                                 |                                 |                 |                 |                      |

### Álbuns ao vivo
Última atualização do total de vendas: 6 de fevereiro de 2015
| Ano                                                                                         | Detalhes do álbum | Desempenho nas paradas musicais | Desempenho nas paradas musicais | Desempenho nas paradas musicais | Desempenho nas paradas musicais | Desempenho nas paradas musicais | Vendas                    | Vendas                    |
| Ano                                                                                         | Detalhes do álbum | JPN                             | JPN Top Sales                   | EUA Heat.                       | EUA World                       | GBR Indie Break                 | Primeira semana           | Total                     |
| ------------------------------------------------------------------------------------------- | --- | ------------------------------- | ------------------------------- | ------------------------------- | ------------------------------- | ------------------------------- | ------------------------- | ------------------------- |
| 2015                                                                                        | Live at Budokan ~Red Night~ (LIVE AT BUDOKAN 〜RED NIGHT〜) - Lançado: 7 de janeiro de 2015 - Gravadora: BMD Fox - Formato(s): CD, CD+music card, download digital     | 3                               | 3                               | 21                              | 3                               | 18                              | 23 559 620                | 31 044                    |
| 2015                                                                                        | Live at Budokan ~Black Night~ (LIVE AT BUDOKAN 〜BLACK NIGHT〜) - Lançado: 7 de janeiro de 2015 - Gravadora: BMD Fox - Formato(s): CD                                  | Não disponível para venda       | Não disponível para venda       | Não disponível para venda       | Não disponível para venda       | Não disponível para venda       | Não disponível para venda | Não disponível para venda |
| 2015                                                                                        | Babymetal Legend "2015" ~Shinshun Kitsune Matsuri~ (BABYMETAL LEGEND “2015” ～新春キツネ祭り～) - Lançado: 21 de outubro de 2015 - Gravadora: BMD Fox - Formato(s): CD | Não disponível para venda       | Não disponível para venda       | Não disponível para venda       | Não disponível para venda       | Não disponível para venda       | Não disponível para venda | Não disponível para venda |
| "—" denota um lançamento que não entrou na parada musical, ou não foi lançado naquele país. | |                                 |                                 |                                 |                                 |                                 |                           |                           |

### Álbuns de compilação
| Ano  | Detalhes do álbum | Notas                              |
| ---- | --- | ---------------------------------- |
| 2015 | Introducing Babymetal (INTRODUCING BABYMETAL) - Lançado: 16 de setembro de 2015 - Gravadora: BMD Fox - Formato(s): CD+DVD | - Limitado às lojas Tsutaya, Japão |

## Singles
Última atualização do total de vendas: 13 de fevereiro de 2015
| # | Ano                   | Título                                             | Desempenho nas paradas musicais | Desempenho nas paradas musicais | Desempenho nas paradas musicais | Vendas (Oricon)            | Vendas (Oricon)            | Álbum                 |
| # | Ano                   | Título                                             | JPN                             | JPN Hot 100                     | EUA World Digital               | Primeira semana            | Total                      | Álbum                 |
| Singles independentes | Singles independentes | Singles independentes                              | Singles independentes           | Singles independentes           | Singles independentes           | Singles independentes      | Singles independentes      | Singles independentes |
| --- | --------------------- | -------------------------------------------------- | ------------------------------- | ------------------------------- | ------------------------------- | -------------------------- | -------------------------- | --------------------- |
| - | 2011                  | "Doki Doki Morning" (DVD single)                   | —                               | —                               | —                               | Distribuído limitadamente  | Distribuído limitadamente  | Babymetal             |
| - | 2012                  | "Babymetal × Kiba of Akiba" (com Kiba of Akiba)    | 46                              | —                               | —                               | 2 028                      | 2 426                      | Babymetal             |
| 1 | 2012                  | "Head Bangya!!"                                    | 20                              | —                               | —                               | 4 144                      | 5 126                      | Babymetal             |
| Singles major |                       |                                                    |                                 |                                 |                                 |                            |                            |                       |
| 1 | 2013                  | "Ijime, Dame, Zettai"                              | 6                               | 2                               | —                               | 18 789                     | 24 071                     | Babymetal             |
| 2 | 2013                  | "Megitsune"                                        | 7                               | 16                              | 14                              | 21 999                     | 30 511                     | Babymetal             |
| - | 2015                  | "Road of Resistance" (com Sam Totman e Herman Li)† | —                               | —                               | 22                              | Não disponível fisicamente | Não disponível fisicamente | Babymetal             |
| - | 2015                  | "Gimme Chocolate!! (somente no Reino Unido)†       | —                               | —                               | 5                               | Não disponível fisicamente | Não disponível fisicamente | Babymetal             |
| "—" denota um lançamento que não entrou na parada musical, ou não foi lançado naquele país. "†" indica lançamento apenas em formato digital. |                       |                                                    |                                 |                                 |                                 |                            |                            |                       |

## Videografia

### Álbuns de vídeo
| Ano                                                                                         | Detalhes do álbum | Desempenho nas paradas musicais | Desempenho nas paradas musicais | Vendas (Oricon)           |
| Ano                                                                                         | Detalhes do álbum | JPN DVD                         | JPN BD                          | Primeira semana           |
| ------------------------------------------------------------------------------------------- | --- | ------------------------------- | ------------------------------- | ------------------------- |
| 2013                                                                                        | Live ~Legend I, D, Z Apocalypse~ (LIVE 〜LEGEND I、D、Z APOCALYPSE〜) - Lançado: 19 de outubro de 2013 (DVD; edição limitada), 20 de novembro de 2013 (BD; edição regular) - Gravadora: BMD Fox - Formato(s): DVD, BD, download digital | —                               | 7                               | 4 908                     |
| 2014                                                                                        | Live~Legend 1999 & 1997 Apocalypse (LIVE〜LEGEND 1999＆1997 APOCALYPSE) - Lançado: 29 de outubro de 2014 - Gravadora: BMD Fox - Formato(s): DVD, BD                                                                                     | 8                               | 4                               | 13 264                    |
| 2015                                                                                        | Live at Budokan ~Red Night & Black Night Apocalypse~ (LIVE AT BUDOKAN 〜RED NIGHT & BLACK NIGHT APOCALYPSE〜) - Lançado: 7 de janeiro de 2015 - Gravadora: BMD Fox / EarMusic - Formato(s): DVD, BD, download digital                   | 3                               | 1                               | 24 000                    |
| 2015                                                                                        | Live in London -Babymetal World Tour 2014- (LIVE IN LONDON -BABYMETAL WORLD TOUR 2014-) - Lançado: 20 de maio de 2015 - Gravadora: BMD Fox / EarMusic - Formato(s): DVD, BD                                                             | 3                               | 1                               | 18 510                    |
| 2015                                                                                        | Babymetal Legend "2015" ~Shinshun Kitsune Matsuri~ (BABYMETAL LEGEND "2015" ～新春キツネ祭り～) - Lançado: 14 de agosto de 2015 - Gravadora: BMD Fox - Formato(s): BD                                                                   | Não disponível para venda       | Não disponível para venda       | Não disponível para venda |
| "—" denota um lançamento que não entrou na parada musical, ou não foi lançado naquele país. | |                                 |                                 |                           |

### Vídeos musicais
| Ano  | Título                                 | Diretor                       | Ref.   |
| ---- | -------------------------------------- | ----------------------------- | ------ |
| 2011 | "Doki Doki Morning"                    | Shimon Tanaka                 | [ 51 ] |
| 2012 | "Iine!"                                | DaishinSZK (Daishin Suzuki)   | [ 52 ] |
| 2012 | "Head Bangya!!"                        | Hidenobu Tanabe               | [ 53 ] |
| 2013 | "Ijime, Dame, Zettai"                  | Kamimetal (Kamiguchi)         | [ 54 ] |
| 2013 | "Megitsune"                            | Takuya Tada                   | [ 55 ] |
| 2014 | "Gimme Chocolate!! (Live Music Video)" | Inni Vision (Ryosuke Machida) | [ 56 ] |
| 2015 | "Road of Resistance -Live in Japan-"   | Inni Vision (Ryosuke Machida) | [ 57 ] |

## Outras aparições
| Ano  | Canção                       | Álbum                                                            | Intérprete original | Tipo                    |
| ---- | ---------------------------- | ---------------------------------------------------------------- | ------------------- | ----------------------- |
| 2011 | "Doki Doki Morning" (#9)     | Sakura Gakuin 2010 Nendo ~message~                               | Sakura Gakuin       | Álbum de estúdio        |
| 2012 | "Iine! (Vega mix ver.)" (#7) | Sakura Gakuin 2011 Nendo ~Friends~                               | Sakura Gakuin       | Álbum de estúdio        |
| 2012 | "Iine! (Vega mix ver.)" (#8) | Sakura Gakuin First Live & Documentary 2010 to 2011 ~Smile~      | Sakura Gakuin       | Álbum de vídeo          |
| 2012 | "Iine!" (#9)                 | Local Idol Best!                                                 | Vários artistas     | Coletânea               |
| 2013 | "Head Bangya!!" (#3)         | Sakura Gakuin 2012 Nendo ~My Generation~                         | Sakura Gakuin       | Álbum de estúdio        |
| 2013 | "Head Bangya!!" (#8)         | The Road to Graduation Final ~Sakura Gakuin 2012 Nendo Sotsugyo~ | Sakura Gakuin       | Álbum de vídeo          |
| 2014 | "Doki Doki Morning" (#9)     | Hokago Anthology from Sakura Gakuin                              | Sakura Gakuin       | Álbum de grandes êxitos |

## Covers
| Ano  | Canção                                                 | Intérprete original | Álbum                                | Notas              | Ref.   |
| ---- | ------------------------------------------------------ | ------------------- | ------------------------------------ | ------------------ | ------ |
| 2012 | "Kimi to Anime ga Mitai~Answer for Animation With You" | Kiba of Akiba       | "Babymetal × Kiba of Akiba" (single) | —                  | [ 5 ]  |
| 2012 | "White Love -Angel of Death ver.-"                     | Speed               | Live ~Legend I, D, Z Apocalypse~     | - Solo de Su-metal | [ 58 ] |
| 2012 | "Over the Future -Rising Force ver.-"                  | Karen Girl's        | Live ~Legend I, D, Z Apocalypse~     | —                  | [ 58 ] |
| 2012 | "Tsubasa wo Kudasai -Hono ver.-"                       | Akai Tori           | Live ~Legend I, D, Z Apocalypse~     | —                  | [ 58 ] |
| 2013 | "Chokotto Love -Big Times Changes ver.-"               | Petitmoni           | Live~Legend 1999 & 1997 Apocalypse   | - Solo de Yuimetal | [ 59 ] |
| 2013 | "Love Machine -From Hell With Love ver.-"              | Morning Musume      | Live~Legend 1999 & 1997 Apocalypse   | - Solo de Moametal | [ 59 ] |
| 2013 | "Tamashii no Refrain -Return to Myself ver.-"          | Yoko Takahashi      | Live~Legend 1999 & 1997 Apocalypse   | - Solo de Su-metal | [ 60 ] |